# Winden (powiat Germersheim)
Winden – miejscowość i gmina w Niemczech, w kraju związkowym Nadrenia-Palatynat, w powiecie Germersheim, wchodzi w skład gminy związkowej Kandel.